# Antonio Nocerino
Antonio Nocerino (Nápoly, 1985. április 9. –) olasz válogatott labdarúgó, az Észak-amerikai labdarúgó-bajnokság első osztályában szereplő Orlando City SC középpályása.

## Pályafutása

### Korai évek
Ötévesen kezdett el futballozni, egy Nápolyhoz közeli kiscsapatba, ahol az apja volt az edző. 13 éves korában belépett a Juventus ifjúsági akadémiájára. A torinóiak többször kölcsönadták, felnőtt bajnokin az AS Avellino 1912 színeiben lépett pályára először a Serie B-ben, 2003. szeptember 11-én, Parma elleni 0-0-s bajnokin. Az első mérkőzését a Serie A-ban 2006. február 12-én a Messina színeiben játszotta az Sampdoria elleni 4-2 alkalmával. Az első gólját a Serie A-ban a Messina színeiben lőtte 2006. május 7-én az Empolinak.

### Piacenza és Juventus
A 2006-07-es szezonban a Piacenza csapatában elkezdett rendszeresen játszani, 37 bajnokin hat gólt szerzett. 2007 nyarán, a Juventus, aki 50%-ot tulajdonolt Nocerino játékjogából, megvásárolta a tulajdonrész másik felét a Piacenzától a 3.700.000 €-ért.
Claudio Ranieri rendszerint a kezdőcsapatban számolt vele, azonban Mohamed Sissoko érkezése után már kevesebb lehetőséget kapott. Az idény során 32 bajnokin és négy kupamérkőzésen játszott.

### Palermo
2008. május 30-án igazolt véglegesen a Palermóhoz, az üzlet részeként a brazil Amauri pedig a Juventushoz került. Nocerino ára 7.500.000 € volt. Az AS Roma ellen debütált szeptember 13-án. A 2009-10 szezonban Walter Zenga ismét rendszeresen a kezdőcsapatban játszatta. 2009. szeptember 23-a hazai pályán az AS Roma ellen szerezte az első gólját a Palermo színeiben.
Az új menedzser Delio Rossi támadó középpályást játszatott vele, a védekező középpályás Giulio Migliaccio volt, míg a hátvéd Federico Balzarettit egy sorral feljebb tolta. A második szezonjában Palermoban 35 bajnokin két gólt szerzett, és háromszor pályára lépett a Coppa Italiaában. A szezon során 49 tétmérkőzésen játszott, a csapat legfoglalkoztatottabb tagja volt.
A 2011-12 szezon elején, miután játszott két meccset a Európa-liga harmadik selejtezőkörében a svájci FC Thun ellen, elhagyta Palermót, melynek szaneiben összesen 122 mérkőzésen hat gólt szerzett.

### AC Milan
2011. augusztus 31-én, az átigazolási szezon utolsó napján Nocerino ötéves szerződést írt alá az AC Milannal.
Október 15-én, ő szerezte az első gólt a 3-0 hazai győzelem alkalmával egykori klubja, a Palermo ellen. Október 26-án Nocerino mesterhármast szerzett a AC Parma elleni 4-1 alkalmával. 2012. február 25-én bajnoki rivális Juventusnak is betalált.
2012 nyarán, Nocerino kapta meg a 8-as mezt Gennaro Gattuso távozása után aki a svájci FC Sion csapatához igazolt.
Ugyanakkor a szezon előrehaladtával Nocerino egyre kevesebb játéklehetőséget kapott, így az is felmerült, hogy elhagyja a klubot.
A 2013-14-es szezonban mindössze 11 mérkőzésen jutott szóhoz, majd többször kölcsön is adták mielőtt 2016 februárjában az MLS-ben szereplő Orlando City SC csapatához igazolt.

### Válogatott
Részt vett a 2008-as pekingi olimpián. Az olasz nagyválogatottba Roberto Donadoni hívta meg először, 2007. október 17-én. Pályára lépett a 2012-es Eb-n, ahol ezüstérmet szerzett.

## Játékstílusa
Sokan Gennaro Gattuso utódjának tartották a Milánban és a válogatottban is. A középpálya bármely posztján bevethető, szívós, agresszív, amolyan pitbull stílus jellemzi.

## Fordítás
Ez a szócikk részben vagy egészben  az   Antonio Nocerino című angol Wikipédia-szócikk fordításán alapul.  Az eredeti cikk szerkesztőit annak laptörténete sorolja fel. Ez a jelzés csupán a megfogalmazás eredetét és a szerzői jogokat jelzi, nem szolgál a cikkben szereplő információk forrásmegjelöléseként.